# Frederiks kirke
Frederiks kirke ("Frederiks kyrka") eller Marmorkirken ("Marmorkyrkan") är en kyrka belägen i centrala Köpenhamn i Danmark. Kyrkan tillhör danska folkkyrkan.
Kyrkan ritades av arkitekten Nicolai Eigtved år 1740. Den var, tillsammans med resten av stadsdelen Frederiksstaden, avsedd att bli ett monument för 300-årsjubileet av kröningen av huset Oldenburgs första kung i Danmark.
Kyrkan har den största kyrkliga kupolen i Norden med ett spann (diameter) på 31 meter. Kupolen vilar på 12 murpelare. Arkitekten inspirerades troligen av Peterskyrkan i Rom, Italien.
Grundstenen lades av kung Fredrik V den 31 oktober 1749. Bygget hämmades dock av en begränsad budget och av Eigtveds död 1754. År 1770 blev originalplanen förkastad av Johann Friedrich Struensee. Kyrkan lämnades därför ofullbordad. Trots flera initiativ att bygga upp den helt och hållet, stod den sedan som ruin i nästan 150 år.
Den nuvarande kyrkan fullbordades slutligen efter Ferdinand Meldahls modifierade ritningar och invigdes den 19 augusti 1894. Bygget finansierades av Carl Frederik Tietgen.
En vit sten, som anges ha varit avsedd för Marmorkyrkan, finns uppställd i Vallda i Kungsbacka kommun.

## Bilder

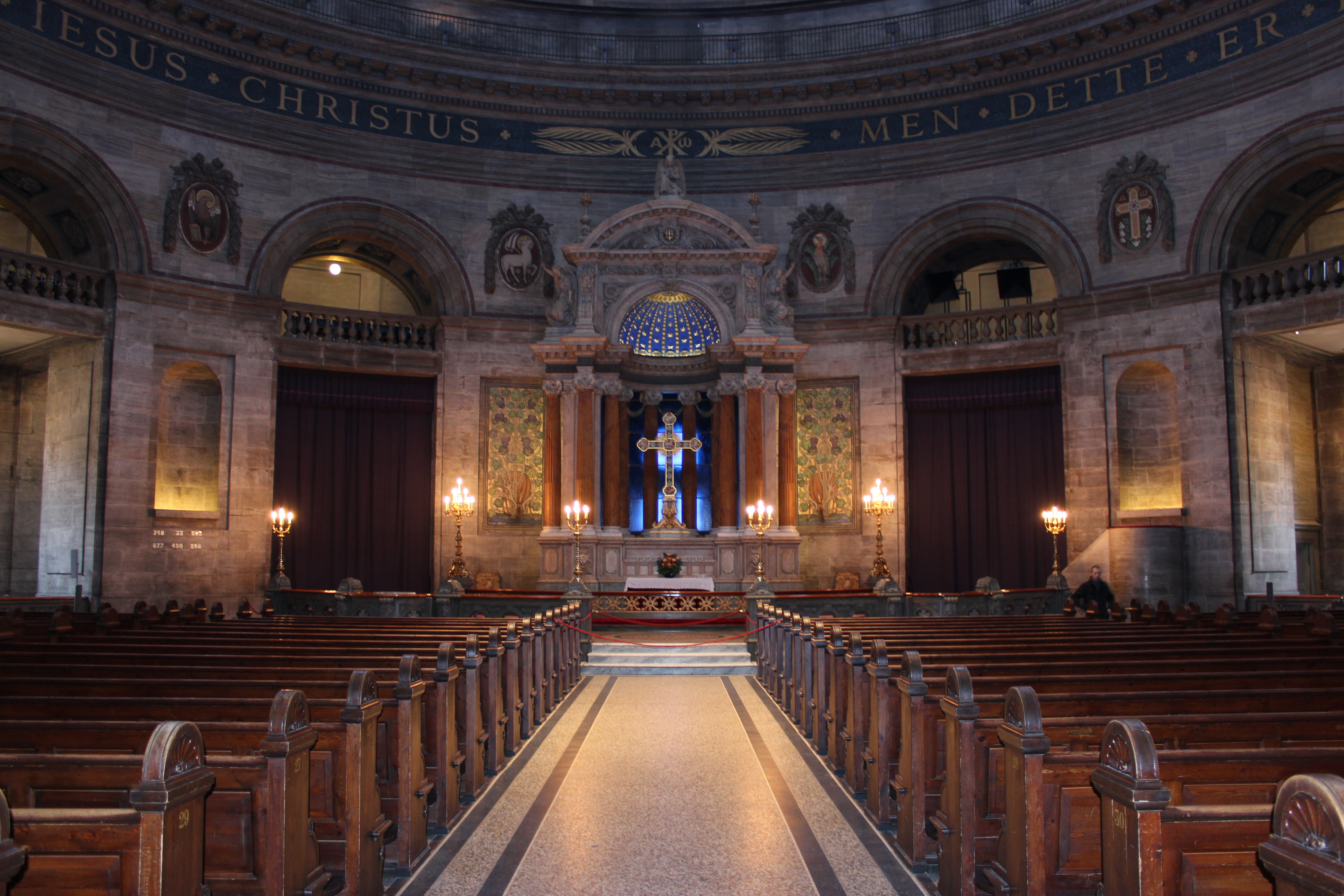
Interiör.
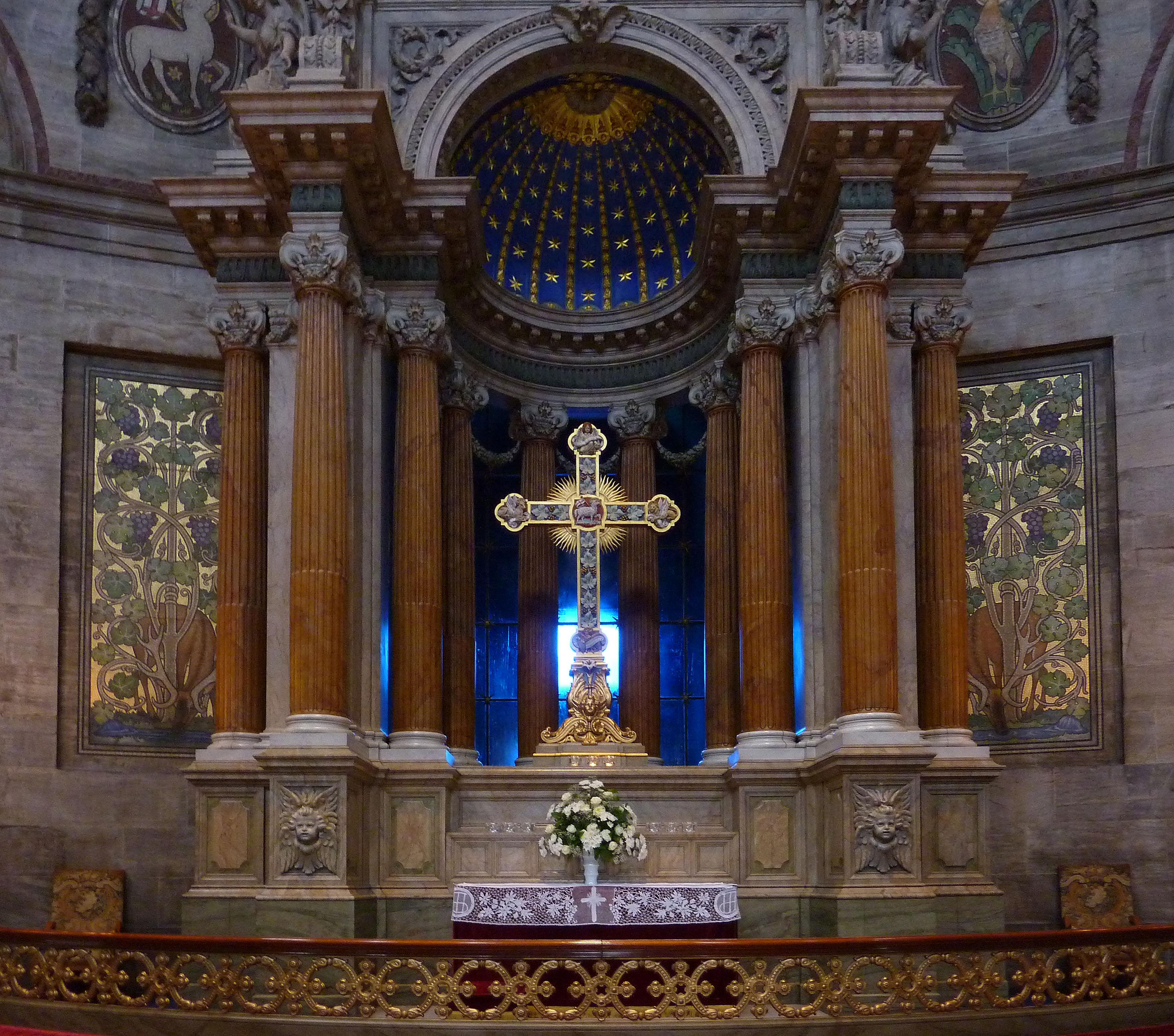
Högaltaret.
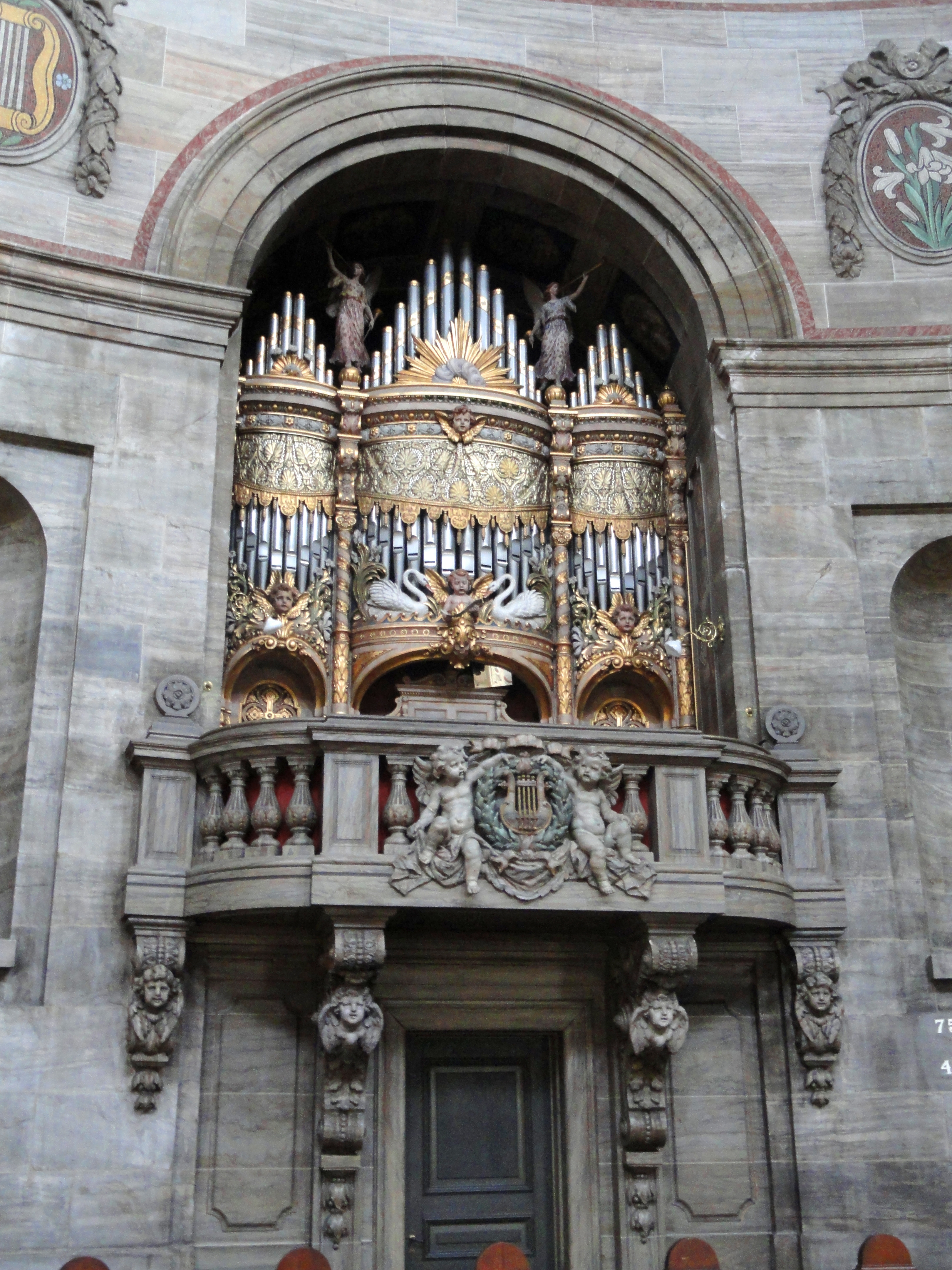
Orgeln.
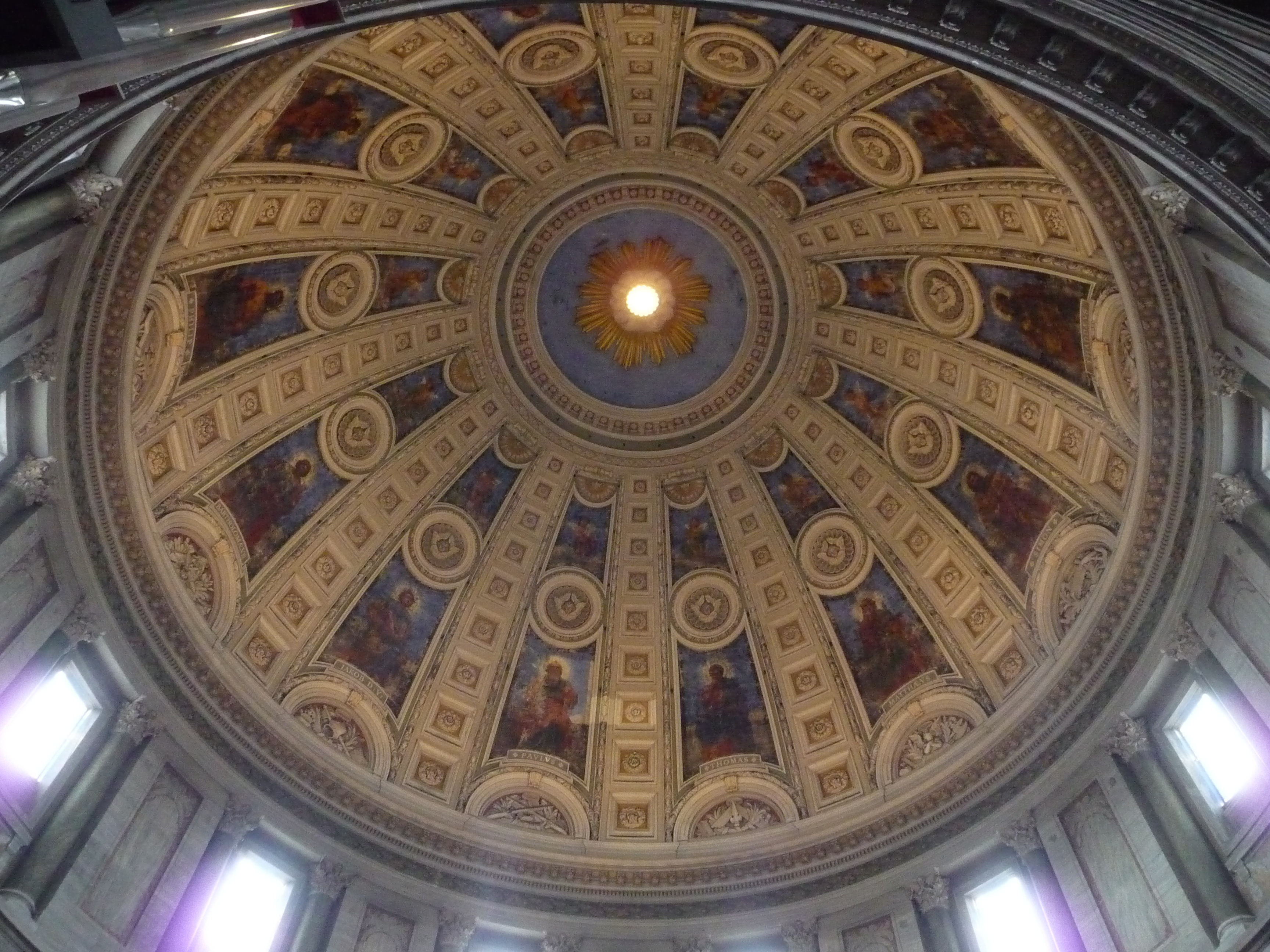
Kupolen.